# Stone Lake
Stone Lake – miasto w Stanach Zjednoczonych, w stanie Wisconsin, w hrabstwie Washburn.